# Elma Muros
Elma Muros-Posadas (Magdiwang, 14 januari 1967) is een Filipijnse atleet. Ze kwam voornamelijk uit op de onderdelen zevenkamp en verspringen. 
Muros nam tweemaal deel aan de Olympische Zomerspelen op het onderdeel verspringen, in 1984 en 1996. 
Op de Aziatische Spelen 1994 haalde ze een bronzen medaille bij het onderdeel verspringen, met een afstand van 6,41 meter. 
Op de Zuidoost-Aziatische Spelen behaalde Muros een recordaantal van 15 gouden medailles.

## Persoonlijke records
In 1997 sprong Muros haar beste afstand bij het verspringen, over een afstand van 6,56 meter.

## Privé
Muros is getrouwd met George Posadas, een Filipijnse atletiekcoach. Tijdens de Olympische Zomerspelen van 1992 in Barcelona was Muros afwezig vanwege een zwangerschap. 
- World Athletics: 14293340